# 具結中條鰍
具結中條鰍（學名：T. tuberculum），為輻鰭魚綱鯉形目條鳅科的其中一個種，分布亞洲中國廣東省湛江淡水流域，體長可達8.8公分，棲息在河川底層水域，生活習性不明。

## 扩展阅读
維基物種上的相關：具結中條鰍